# 安德烈·瓦舍雷斯
安德烈·瓦舍雷斯（法語：André Vacheresse，1927年10月12日—2000年6月17日），法国篮球运动员。他曾代表法国国家队参加1952年夏季奥运会男子篮球比赛，最终获得第八名。他也参加过三届欧洲篮球锦标赛，共收获一银两铜。